# Ministerpräsidentenamt der Türkei
Das Ministerpräsidentenamt der Türkei (Türkiye Cumhuriyeti Başbakanlığı) war die direkt unterstellte Behörde des Ministerpräsidenten der Türkei. Es war wie ein Ministerium organisiert. Zu seinen Aufgaben gehörten die Arbeit der Ministerien zu koordinieren, die Regierungspolitik zu beobachten und das Regierungsprogramm umzusetzen. Das Ministerpräsidentenamt war Herausgeber des täglich erscheinenden Amtsblattes der Republik Türkei. Seit der Umsetzung der Verfassungsreform im Jahr 2018 wurde das Amt des Ministerpräsidenten der Republik Türkei aufgelöst und die Aufgaben des Regierungschefs auf den Staatspräsidenten übertragen. Das Ministerpräsidentenamt stellte deshalb seine Arbeit ein.
Sitz der Behörde war der Çankaya-Palast, der zuvor das Präsidialamt beherbergte.

## Behörden
Dem Amt des Ministerpräsidenten waren besondere Behörden angegliedert. Dazu gehörten:
- das Staatliche Archiv (Devlet Arşivleri), mit dem Osmanischen Archivs des Ministerpräsidentenamts in dessen Regalen 100–150 Millionen Urkunden und Dokumente aus der Zeit des Osmanischen Reiches lagern,[1]
- das Amt für religiöse Angelegenheiten (Diyanet İşleri Başkanlığı),
- der Kinderschutzbund der Türkei (Sosyal Hizmetler ve Çocuk Esirgeme Kurumu),
- das Staatliche Planungsamt (Devlet Planlama Teşkilatı),[2]
- das Presseamt (Basın Yayın ve Enformasyon Genel Müdürlüğü),[3]
- das Stiftungsamt (Vakıflar Genel Müdürlüğü),
- das Amt für Menschenrechte (Başbakanlık İnsan Hakları Başkanlığı),
- die Aufsichtsbehörde für das Südostanatolien-Projekt,[4]
- die für die Privatisierung zuständige Behörde,[5]
- das Statistikamt (Türkiye İstastik Kurumu)[6] und
- das Türkische Präsidium für Internationale Kooperation und Koordination.

Auch die Staatsminister (Devlet bakanı) unterstanden dem Amt des Ministerpräsidenten. Letzter Ministerpräsident war von Mai 2016 bis Juli 2018 der AKP-Politiker Binali Yıldırım.

## Geschichte
Offiziell gegründet wurde das Amt am 20. Januar 1921. Am 20. Mai 1933 wurden die Arbeit und die Aufgaben des Ministerpräsidentenamtes mit dem Gesetz Nr. 2187 (Başvekâlet Teşkilât ve Vazifeleri Hakkında Kanun – „Gesetz über die Einrichtung und Aufgaben des Ministerpräsidentenamtes“) erstmals gesetzlich geregelt. Nach Annahme der Türkischen Verfassung von 1982 und der Neudefinition der Aufgaben des Ministerpräsidenten wurde die Umgestaltung des Ministerpräsidentenamtes ebenfalls notwendig. Im Jahre 1984 wurden die Aufgaben des Amtes mit dem Gesetz Nr. 3056 neu geregelt. Das Gesetz löste eine bis dahin gültige „Verordnung mit Gesetzeskraft“ (Kanun Hükmünde Kararname) ab.